# 516 до н. е.

## Події
- Освячено Другий Єрусалимський Храм.
- Сьома Олімпіада. Мілон Кротонський, багаторазовий переможець у боротьбі, зазнав поразки від молодого спортсмена.
- Перський цар Дарій I Великий здійснив військовий похід у Гандхару, звідки наступного року вторгся у долину Інду.[1]

### Астрономічні явища
- 18 березня. Повне сонячне затемнення.[2]
- 11 вересня. Кільцеподібне сонячне затемнення.[2]